# Мулова черепаха карибська
Мулова черепаха карибська (Kinosternon angustipons) — вид черепах з роду Американські мулові черепахи родини Мулові черепахи. Інша назва «центральноамериканська мулова черепаха».

## Опис
Загальна довжина карапаксу досягає 11,5—12 см. Спостерігається статевий диморфізм: самиці більші за самців. Голова велика, трохи широка. Панцир гладенький, без кілів, трохи сплощений. Латинська назва віддзеркалює одну з характеристик будови панцира: angustipon перекладається як «вузька перетинка», що характеризує не достатньо розвинений зв'язок карапаксу з пластроном. Пахвові та пахові палубі щитки торкаються один одного.
Голова коричнева або сірувата з різними відтінками. Низ шиї жовто-кремовий. Забарвлення верхньої сторони тіла коливається від палево—сірого до коричнево—сірого. Пластрон жовтий.

## Спосіб життя
Полюбляє дрібні болота та інші водойми з повільним перебігом і м'яким дном, лісові болота, повільні потоки, лагуни. Харчується рибою, молюсками, комахами та рослинами.
Самиця відкладає 1—4 яєць розміром 4х2,3 см. За сезон буває декілька кладок.

## Розповсюдження
Мешкає у карибській частині Центральної Америки (від р. Сан-хуан на південному заході Нікарагуа, через Коста-Рику до північно-західної Панами — до затоки Бокасдель-Торо).